# Cetomimus gillii
El pez-ballena del Atlántico es la especie Cetomimus gillii, un pez marino de la familia cetomímidos, distribuido sobre todo por toda la costa este del océano Atlántico, aunque se han descrito capturas en todos los demás océanos.

## Anatomía
El cuerpo similar al de otros peces-ballena de la familia, tiene una longitud máxima descrita de 11,2 cm.

## Hábitat y biología
Es una especie marina batipelágica de aguas profundas abisales, entre 750 y 2.300 metros de profundidad.